# Sloan Riley
Sloan Riley è un personaggio della serie televisiva Grey's Anatomy, interpretato da Leven Rambin.
Sloan Riley è la figlia di Mark Sloan.

## Biografia

### Grey's Anatomy
Quando aveva 18 anni, Sloan è rimasta incinta. Sua madre era molto arrabbiata con lei per questo fatto e quindi l'ha cacciata di casa. In seguito Sloan ha poi deciso di volare a Seattle per incontrare suo padre biologico Mark Sloan, dato che lui era l'unica persona da cui poteva andare. In un primo momento, la ragazza ha mantenuto la sua gravidanza un segreto tra lei e Lexie Grey, ma quando senti che i due stavano per cacciarla via dal loro appartamento, ha rivelato il suo segreto al padre. Mark ha poi deciso di ospitare Sloan in casa sua e di Lexie.
Alla fine, nonostante le opinioni contrarie di suo padre e di Callie Torres, Sloan darà in adozione il suo bambino.

### Private Practice
Sloan vola con il padre Mark a Los Angeles per sottoporsi a un delicato intervento che potrebbe salvare la vita al bambino che porta in grembo. L'intervento riesce, ma la ragazza crea tensioni nel rapporto tra Mark e Lexie, che in seguito si lasciano.